# Tera Patrick
Tera Patrick (vlastním jménem Linda Ann Hopkins, * 25. července 1976 Great Falls (Montana)) je americká pornoherečka. Její matka pochází z Thajska, otec je anglického, irského a nizozemského původu.
Absolvovala Barbizon School of Modeling a od čtrnácti let působila jako modelka v Tokiu. Studovala krátce mikrobiologii na Boise State University a absolvovala kurs sanitářky. V pornoprůmyslu se pohybuje od roku 1999, v roce 2000 byla dívkou měsíce časopisu Penthouse, pózovala také pro časopis FHM. Natočila okolo sto třiceti pornofilmů, především pro společnost Vivid Entertainment, vystupovala také pod pseudonymy Sadie Jordan, Brooke Thomas and Tera Hopkins. V roce 2001 získala AVN Awards pro nejlepší vycházející hvězdu a v letech 2007–2009 tři ceny F.A.M.E. Awards. Od roku 2008 provozuje produkční společnost Teravision. Uváděla vlastní pořad na Playboy TV, hrála v komediálních filmech Perfektní servis, Ledově ostří, Live Nude Girls a indonéském horroru Rintihan Kuntilanak Perawan. V roce 2011 vydala autobiografickou knihu Sinner Takes All: A Memoir of Love and Porn.
V letech 2004–2009 byl jejím manželem hudebník a pornoherec Evan Seinfeld. Roku 2012 porodila dceru, jejímž otcem je tvůrce filmových efektů Tony Acosta.